# Ари Оулафссон
Ари Оулафссон (исл. Ari Ólafsson; род. 21 мая 1998, Рейкьявик, Исландия) — исландский певец. Представитель Исландии на конкурсе «Евровидение-2018» с песней «Our Choice».

## Биография
Часть детства провёл в США. В 11-летнем возрасте дебютировал на концертной сцене в исландской постановке мюзикла «Оливер!» — проекте известной в Исландии певицы Сельмы Бьорнсдоттир. С 2011 г. выступал вместе с норвежской певицей Сиссель.
Является студентом Королевской академии музыки в Лондоне. В 2015 году участвовал в музыкальном проекте The Voice of Iceland. В 2017 году как бэк-вокалист пробовал силы в национальном отборе «Евровидения».

## Евровидение 2018
В марте 2018 года Ари Оулафссон победил в национальном отборе Söngvakeppnin 2018, однако букмекеры спрогнозировали ему лишь 40 место из 43 возможных. 9 мая 2018 года, выступив в первом полуфинале, не прошёл в финал конкурса и занял последнее место.

## После Евровидения
Во время пандемии коронавируса Ари Оулафссон дал небольшой концерт для соседей.